# Kalkar motyli
Kalkar (łac. calcar) – część samczych narządów genitalnych u motyli.
Kalkar powstaje przez zrośnięcie się w jeden twór ramion łożyska edeagusa, czyli anellusa. Występuje u części gatunków z rodziny miernikowcowatych.